# Peter Žonta
Peter Žonta, född 9 januari 1979 i Ljubljana, är en slovensk tidigare backhoppare. Han representerade SD Dolomiti, Ljubljana.

## Karriär
Peter Žonta debuterade internationellt i världscupen 8 december 1995 i normalbacken i Villach i Österrike. Han blev nummer 46 i sin första världscuptävling. Žonta tävlade 11 säsonger i världscupen och blev som bäst nummer 10 sammanlagt, säsongen 2003/2004. Hann vann deltävlingen i Innsbruck i Österrike 4 januari 2004. Tävlingen ingick även i tysk-österrikiska backhopparveckan. Žonta blev nummer tre sammanlagt i backhopparveckan säsongen 2003/2004. Han var 43,0 poäng efter Sigurd Pettersen från Norge och 7,9 poäng efter Martin Höllwarth från Österrike.
Žonta startade i junior-VM i Asiago i Italien 1996. Där tävlade han i lagtävlingen och vann en bronsmedalj (efter Tyskland och Österrike) med slovenska laget. Under junior-VM i Canmore i Kanada 1997 blev han juniorvärldsmästare i lagtävlingen.
En dryg vecka efter junior-VM i Canmore, startade Peter Žonta i Skid-VM i Trondheim i Norge. Där blev han nummer 37 i normalbacken och nummer 44 i stora backen. I lagtävlingen blev han och lagkamraterna nummer 6. Under Skid-VM 1999 i Ramsau am Dachstein i Österrike, blev Žonta nummer 19 i normalbacken och nummer 15 i stora backen. I lagtävlingen blev han nummer fem. I Skid-VM 2003 i Val di Fiemme i Italien, deltog Žonta i tävlingen i stora backen där han blev nummer 29. Han blev nummer 6 i lagtävlingen. I sitt sista Skid-VM, i Sapporo i Japan 2007, blev Peter Žonta nummer 30 i normalbacken och nummer 39 i stora backen. I lagtävlingen blev han nummer 10.
Peter Žonta tävlade i olympiska spelen 1998 i Nagano i Japan. Han blev nummer i normalbacken och nummer 28 i stora backen i Hakuba. I lagtävlingen blev han nummer 10. Under OS-2002 i Salt Lake City i USA, blev Žonta nummer 13 i båda individuella grenarna. I lagtävlingen lyckades Slovenien (Damjan Fras, Primoz Peterka, Robert Kranjec och Peter Žonta) vinna en bronsmedalj. Laget var 27,8 poäng efter segrande tyska laget och 27,7 poäng efter Finland.
Žonta deltog i VM i skidflygning 1998 i Heini Klopfer-backen i Oberstdorf i Tyskland. Där blev han nummer 32. I skidflygnings-VM 2004 på hemmaplan i Letalnica i Planica blev han nummer 46.
Peter Žonta avslutade backhoppskarriären 2007.